# فرد باركنسون
فرد باركنسون هو سياسي أمريكي، ولد في 12 يونيو 1929 في ريكسبورغ في الولايات المتحدة. نشط حزبياً في الحزب الجمهوري. وقد انتخب عضو مجلس نواب أوريغون ‏.